# 含糖飲料

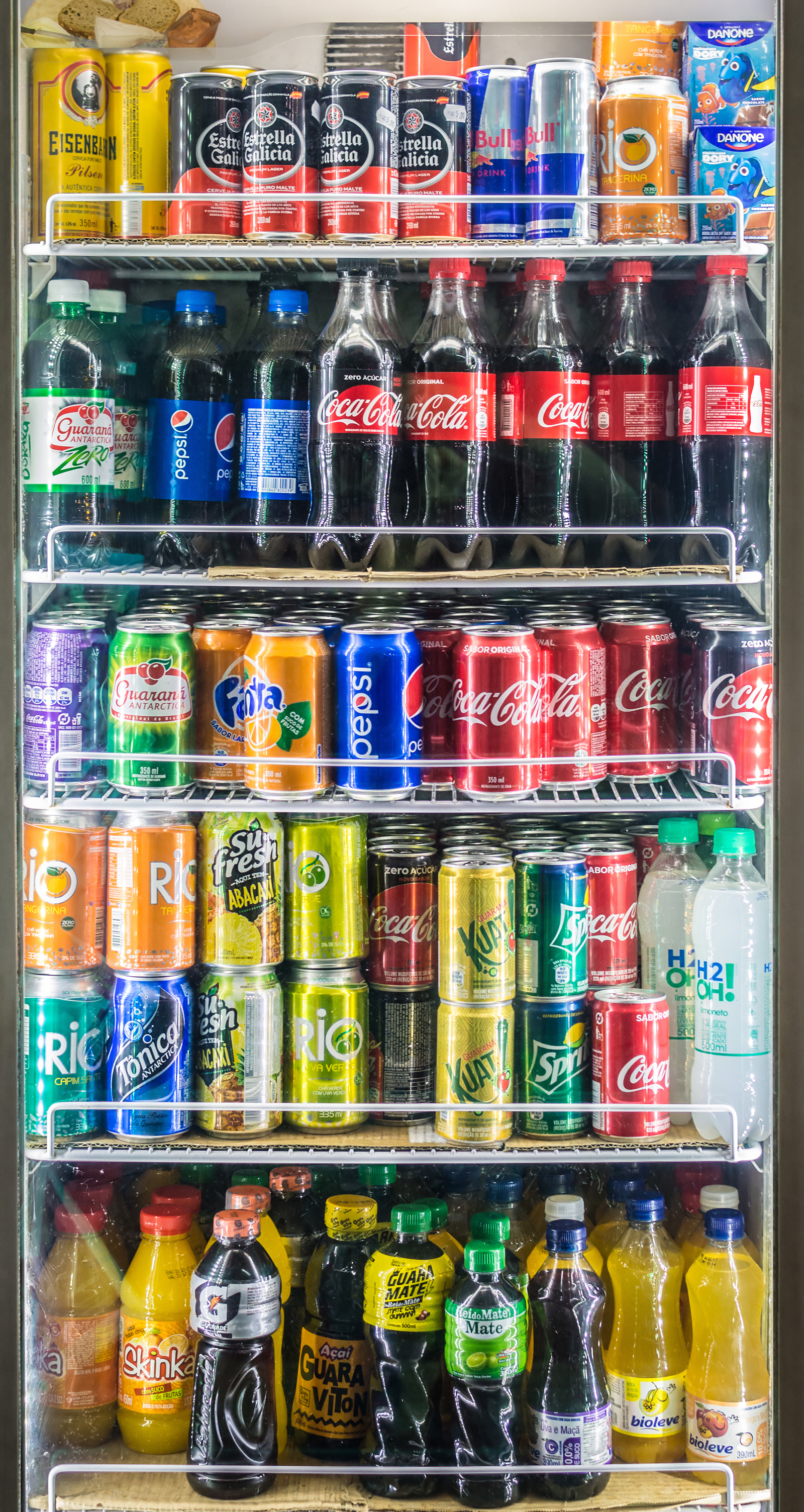
巴西Woolworths超市的货架上陈列的软饮料。

含糖饮料是任何有添加糖的饮料。 它常被描述为“液体糖果 (liquid candy)”。 食用含糖饮料与体重增加、肥胖症和一些健康风险有关。  根據美國疾病预防控制中心（CDC），食用含糖饮料常常伴隨其他不健康的行为，例如抽烟，睡眠不足和运动不足，经常吃快餐和水果攝取不足。 

## 與糖有關的健康問題
大量研究表明，含糖飲料食用量增加與體重增加導致肥胖，兩者之間存在顯著的相關性。食用含糖飲料與冠狀動脈疾病和糖尿病等健康問題也存在關聯。由於過度飲用含糖飲料會對健康造成負面影響，美國國家醫學院於2009年建議對含糖飲料徵稅。近年來，許多國家開始徵收含糖飲料稅，這些國家試圖減少含糖飲料，以降低液態熱量的攝入。墨西哥於2014年對含糖飲料（SSB）徵稅。未徵稅的飲料包括含代糖的飲料，不加糖的牛奶和水。其他政府也積極制定政策規範學校午餐或食堂提供的飲料。這些政府的行動最終都在試圖減緩肥胖的流行。

### 含糖飲料中的代糖
現在，代糖（NNSs）常被加入無熱量飲料中，像是健怡可樂就屬於代糖飲料。由於含糖飲料替代品的需求不斷增長，這些代糖飲料十分受市場歡迎。近年來，低熱量代糖飲料的消費量在全球範圍內呈上升趨勢，據報導，在2007年至2008年之間，美國約有30％的成年人和15％的兒童購買這些代糖飲料。這些甜味劑的作用比天然的糖更強，並通過促進GLP-1（胰高血糖素樣肽-1）的分泌，刺激胃排空和胰島素分泌量增加。代糖已顯示出有助於短期的減肥計劃，但從長遠來看卻沒有顯著性差異。目前專家正在研究在代糖是否對某些疾病的發展有很大的風險。由於代糖能透過荷爾蒙變化影響甜味的感覺(甜味覺原本與熱量攝取息息相關)，因此它可能會增加食慾並促進更大的食物攝取和體重增加。研究已經發現各種與代糖相關的負面健康影響，包括體重增加、肥胖、代謝症候群、II型糖尿病、心血管事件和膀胱癌。代糖尤其對兒童構成更大的風險，因為與成年人相比，兒童的熱量補償作用更嚴重，這跟兒童缺乏學習行為和自我控制有關。兒童通過增加進食時的熱量攝取來對代糖的消耗進行補償作用，因此代糖相關的體重增加風險更高。某項針對代糖對心血管疾病的研究顯示，以停經後婦女作為研究對象，食用兩種或兩種以上減糖飲料（含代糖）的女性罹患心血管疾病的風險為30％。由於引入了代糖，液態卡路里的攝取有所減少。

## 含糖飲料對健康的影響

### 糖成癮
有關糖癮的證據，主要來自動物性研究，研究顯示，在特定情況下，老鼠會對糖產生類成癮行為，藥物成癮會衝擊大腦的獎勵中心，產生尋找藥物的行為，美國俗語中的"sweet tooth"(甜牙齒)行為﹑就是在尋找糖來滿足慾望的行為。
和吃有關的獎勵行為，是由中腦邊緣路徑(mesolimbic dopamine pathway)控制。果糖和葡萄糖飲食會引起個腦區包括獎勵中心、飲食行為等訊息改變，因此食物會有和藥物劫持神經系統的效果。
此外，糖也被認為可以刺激大腦產生多巴胺，影響大腦中樞。

## 在台灣:手搖飲
含糖飲料的消費市場增加已成為一世界性健康問題，且與全球兒童的肥胖問題相關，世界衛生組織呼籲應對這類不健康食品進行限制，像是推動含糖飲料稅。而在台灣，含糖飲料與兒童肥胖的關聯更為嚴重，台灣的手搖飲料店營業額近年持續增長，全台手搖飲密度最高的地方可達到每平方公里83家，且約九成的國小、國中、高中學生每個禮拜至少喝1次含糖飲料，其中四成每週喝至少7次。
國民健康署2018年提出的新版國民健康指南中建議:「每日飲食中，添加糖攝取量不宜超過總熱量的10%」，以一成年人每日攝取2000大卡，添加糖不應超過200大卡(約50克糖)。以手搖飲珍珠奶茶大杯(容量約700 ml)、甜度全糖，約含有60克添加糖(約240大卡)，一杯就超過每日上限，還不包含其他添加物(粉圓、芋圓等)的含糖量。